# Leonetto Cappiello
Leonetto Cappiello (Livorno, 9 aprile 1875 – Cannes, 2 febbraio 1942) è stato un pubblicitario, illustratore, pittore e caricaturista italiano naturalizzato francese.
Assieme a Adolf Hohenstein, Giovanni Maria Mataloni, Leopoldo Metlicovitz e Marcello Dudovich, è stato uno dei padri del moderno cartellonismo pubblicitario italiano.

## Biografia
Nato da famiglia benestante, ha una precoce formazione artistica da autodidatta, i primi disegni noti risalgono al 1888 (copie di litografie di famiglia che riproducono capolavori dell'arte del Rinascimento italiano).

L'esordio ufficiale avviene nel 1891 con l'esposizione di quattro tele (scomparse) alla Mostra Promotrice di Firenze, mostra simbolo del "secessionismo" operato dalle tendenze più vicine all'impressionismo in contrapposizione alla corrente dei macchiaioli maggiormente legata ad una dimensione vernacolare. L'anno successivo espone nella medesima sede altre tre tele tra cui Signora in un interno (oggi al Museo civico Giovanni Fattori)

### A Parigi
Nella primavera del 1898 si reca a Parigi, ospite del fratello che lavora in borsa. Dopo un breve ritorno nella città natale per la morte del padre, si stabilisce definitivamente nella capitale francese dove pubblica le sue prime due caricature (di Giacomo Puccini e dell'attore Ermete Novelli) sulla rivista Le Rire, dando inizio alla serie Les contemporains.
A Parigi La scena è fortemente caratterizzata dai grandi maestri dell'affiche del tempo. Cappiello si inserisce subito nello stile in voga, collaborando come caricaturista per alcune riviste e producendo vari manifesti sullo stile di Jules Chéret. Le sue figure femminili, soprattutto, assomigliano molto alle ballerine raffigurate per le Folies Bergère.

### Le caricature

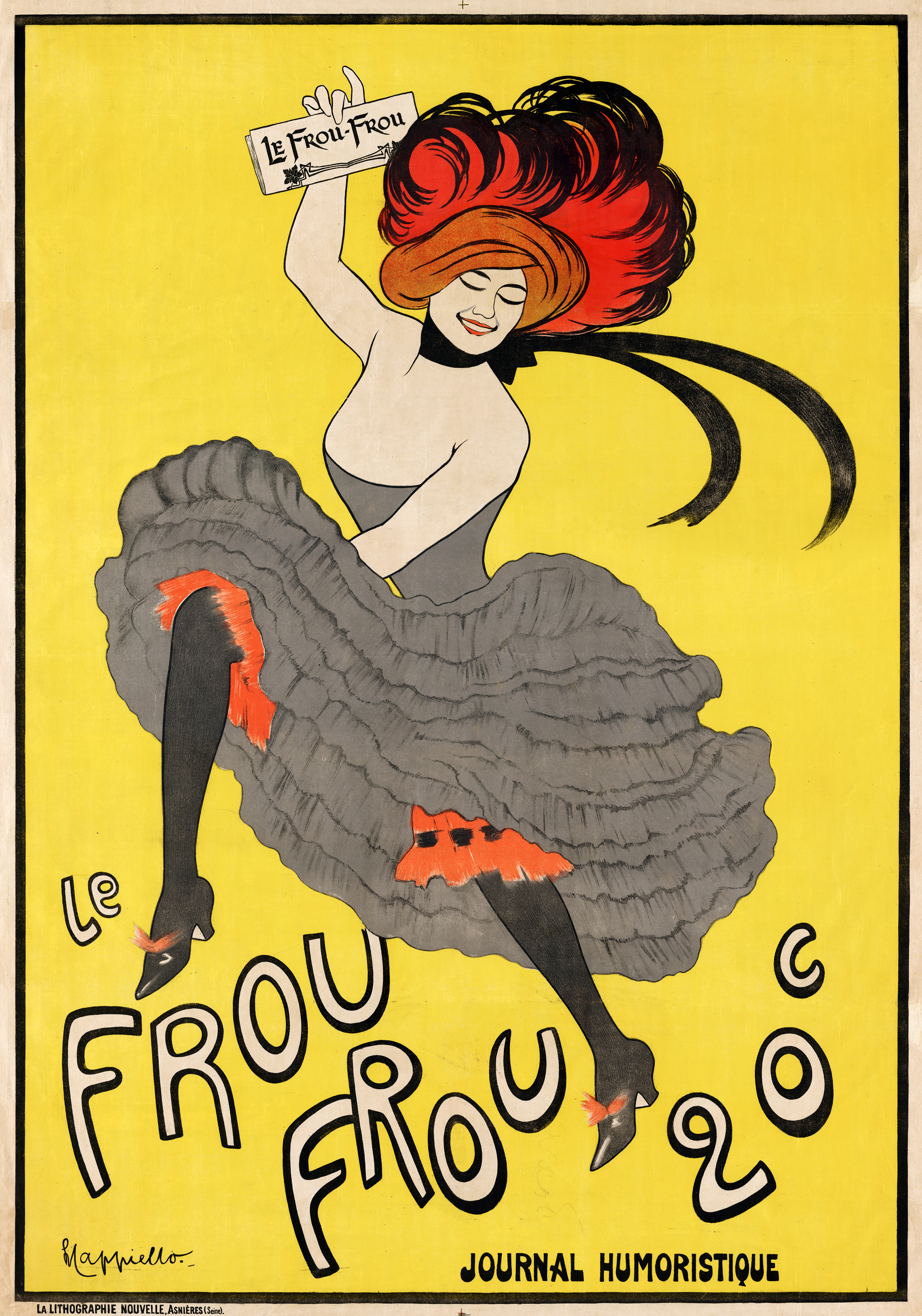
Le Frou-Frou (1899)

Conosce rapidamente il successo come caricaturista collaborando con varie riviste (Le Cri de Paris, La Rampe, Le Sourire, Le Figaro, Le journal). Nel 1899 la prestigiosa Revue Blanche pubblica l'album Nos Actrices, un Portfolio di 18 caricature. 
Nello stesso anno realizza il suo primo manifesto per il lancio di una rivista umoristica (Frou Frou). Il manifesto vede una figura femminile dal vestito grigio vaporoso sollevato dalla danza, con un'ampia scollatura e un cappello con asprì, campeggiare su un brillante sfondo giallo uniforme. Questo sfondo ricorrerà in numerose altre opere di Cappiello. È evidente l'influsso dei maestri cartellonisti parigini e del filone degli spettacoli quali il Moulin Rouge e le Folies Bergère.

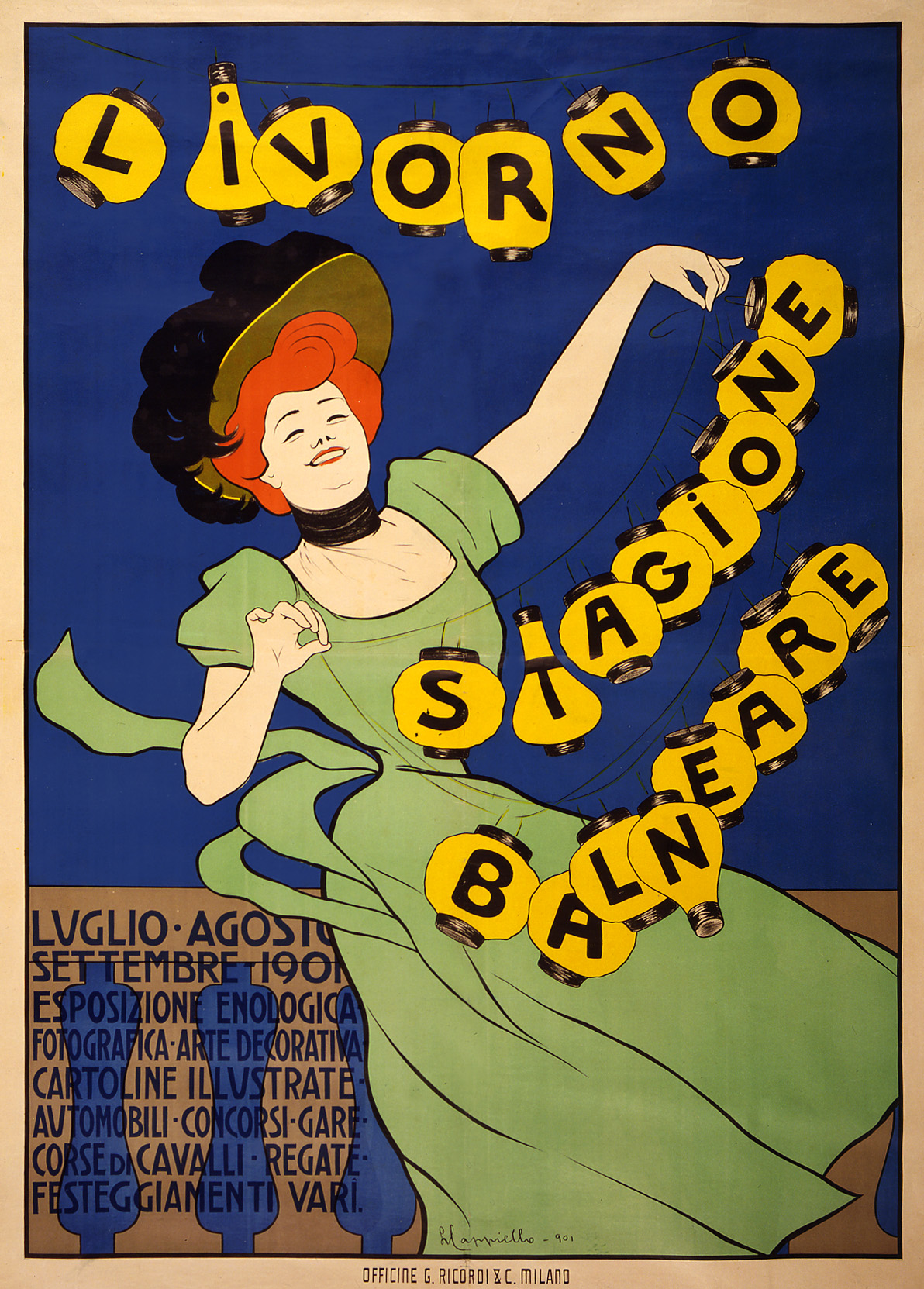
Stagione Balneare Livorno (1901)

### Il manifesto
Nel 1900 inizia la carriera di cartellonista professionista siglando un contratto con l'editore-stampatore Vercasson che si protrarrà per 16 anni.
Durante i 5 anni successivi alterna caricature e cartellonistica: pubblica la raccolta umoristica Gens du Monde, numero speciale di L'Assiette au Beurre (1901); Le Theatre Cappiello numero speciale della rivista Theatre (1903); Les contemporains célèbres, album pubblicitario illustrato con caricature (1904).
Nel 1901 si sposa con Suzanne Meyer (cognata del critico letterario Lucien Muhlfeld e dello scrittore Paul Adam) con cui avrà due figli: Françoise nel 1902 e Jean nel 1907. È di quest'anno il manifesto per Livorno, Stagione Balneare, fortemente influenzato dallo stile parigino, ma ancora relativamente tradizionale.
È nel 1904, con il manifesto Chocolat Klaus, che si inaugura l'apporto innovativo di Cappiello all'arte dell'affiche. 
Il manifesto presenta un'amazzone con un lungo vestito verde, cavalcare un piccolo cavallo rosso fuoco. Tra i due è evidente una voluta sproporzione antirealistica: Cappiello si allinea con questa scelta agli Espressionisti e ai Fauves. Lo sfondo è scuro, una scelta stilistica che caratterizzerà molta della produzione di Cappiello e che garantisce di far spiccare i colori brillanti dei soggetti. L'headline del manifesto è in un carattere bastone condensato, di un giallo caldo e brillante.
Il punto di vista si abbassa e non è più ad altezza occhi: il gruppo cavallo-donna è ritratto leggermente dal basso. Questo espediente, tutt'oggi largamente in uso nella fotografia di moda, consente di slanciare la figura e contribuisce a renderla iconica e dominante e diventa presto un tratto distintivo di Cappiello.
Nel 1906 conosce e viene invitato a Camogli dal cav. Gaggini un finanziere residente a Parigi che intuisce le potenzialità del Monte di Portofino nella nascente industria del turismo, inventore del Hotel Portofino Kulm. Egli gli commissionò il suo manifesto "capolavoro" Portofino Kulm (1906). A  Camogli è conservata in collezione privata la maquette originale di questo suo capolavoro.
Con l'affiche Chocolat Klaus Cappiello rivoluziona i canoni della grafica pubblicitaria. Realizza infatti manifesti caratterizzati da personaggi che non hanno più attinenza diretta con il prodotto da pubblicizzare, ma creano un'immagine-marchio altamente riconoscibile.
In funzione di una memorabilità dell'immagine pubblicitaria, di un primato dell'efficacia comunicativa, le ambizioni estetico decorative dei primi manifesti vengono scalzate da uno stile più diretto, basato su fondi uniti, colori timbrici, sintesi cromatica, figure in primo piano, centrate nello spazio, il cui principale obiettivo è stupire ed essere ricordate dal pubblico: nasce il manifesto pubblicitario italiano moderno.

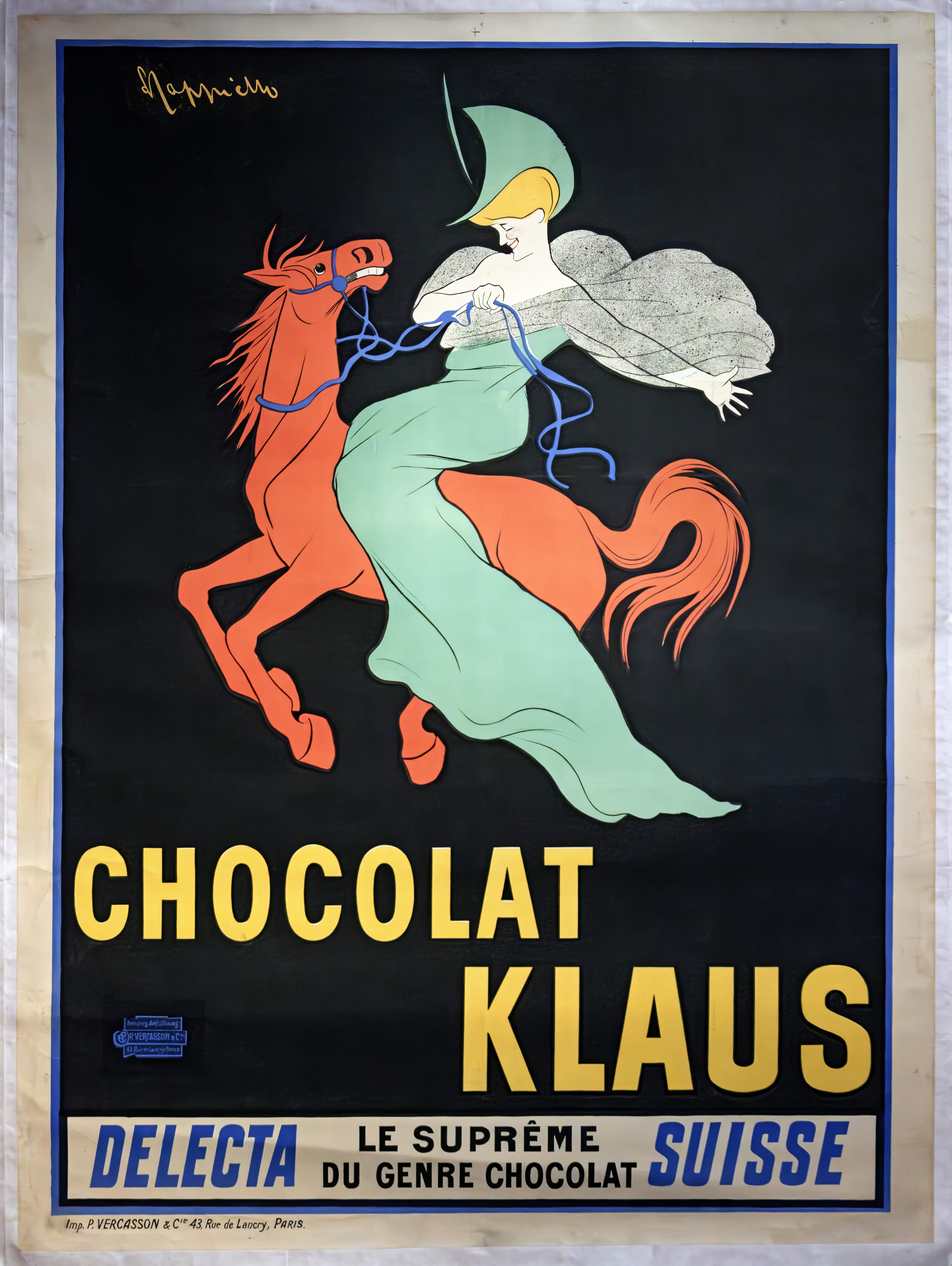
Chocolate Klaus (1904)

Da questo momento in poi Cappiello manifesta uno stile personale, maturo e autonomo, che si fa via via più riconoscibile e riconosciuto a livello internazionale.
Nel 1905 pubblica per l'editore Floury una raccolta antologica di 70 caricature realizzate negli anni precedenti. 
Da questo momento si dedicherà prevalentemente alla realizzazione di manifesti creando una visione della realtà non più descrittiva, ma fortemente iconica. Personaggi, maschere, folletti, pierrot popolano i suoi manifesti e campeggiano emblematici in colori vivaci su sfondi scuri o in colori scuri su sfondi gialli, accompagnati da un lettering bilanciato e moderno. Questo è particolarmente evidente nel manifesto per Thermogène del 1909, il cui protagonista (un pierrot sputafuoco in tuta verde, su sfondo marrone scuro) ebbe tanto successo da diventare una moda.
La rivista Publicite Moderne nel 1907 pubblica le sue teorie sul manifesto in piena sintonia con le nuove generazioni di grafici.
Nel 1918 venne licenziato dalla Vercasson per motivi politici e gli subentrò Jean d'Ylen.
È lo stesso Cappiello, in una intervista negli anni '30, a chiarire la sua visione del manifesto pubblicitario moderno: in esso la figura proposta dall'artista è inscindibile dal prodotto stesso e il prodotto si connota e si caratterizza proprio grazie alla figura rappresentata. Questo approccio è facilmente riconoscibile nei manifesti per Campari, Thermogène, Oxo Liebig, Bouillon Kub e li caratterizza fortemente. 
I maestri francesi si occupano prevalentemente di temi relativi all'ambiente artistico e dello spettacolo. Cappiello interpreta il prodotto di largo consumo e crea per esso manifesti di notevole qualità e contenuto semantico.

#### Principali manifesti
- Le Frou-Frou (1899)
- Cachou Lajaunie (1900)
- Stagione Balneare Livorno (1901)
- Absinthe Ducros Fils (1902)
- La Rose Jacqueminot, perfume Coty 1904
- Chocolate Klaus (1904)
- Portofino Kulm (1906)
- Cognac Pellisson (1907)
- Buillon Oxo (1908)
- Thermogene (1909)
- Vermouth Cinzano (1910)
- Gramophone J'Accuse (1910)
- Isolabella (1910)
- Fernet Branca (1911)
- Le Nil (1911)
- Persil (1911)[5]
- Oxo Liebig (1911)[6]
- Omega (1912)
- Agua de Vilajuiga (1916)
- Olio Faravelli (1919)
- Maurin Quina (1920 ca)
- Cachou Lajaunie (1920)
- Mistinguett - Casino De Paris (1920)
- Vini spumanti Gancia Canelli (1921)
- Cognac Albert Robin (1921)
- Café Martin (1921)
- Impermeabili Pirelli (1921)
- Cordial Campari (1921)
- Gran spumante extra dry Gancia Canelli (1922)[7]
- Contratto (1922)
- Parapluie Reveil (1922)[8]
- Victoria Arduino (1922)
- Vov (1922)
- La Merveilleuse (1923)
- Cioccolato Venchi (1923)
- Veuve Amiot (1925)
- Gran spumante Asti spumante Bosca Canelli (1925)
- Passito Bosca (1925)
- Contratto Canelli (1925)
- Cognac Monnet (1927)
- O Cap (1929)
- Kub (1931)
- Dubonnet (1932)

## Il ritratto e la decorazione di interni
Nel 1906 conosce e viene inviatato a Camogli dal  cav. Gaggini, un finanziere residente a Parigi che  intuisce le potenzialità del Monte di Portofino nella nascente industria del turismo, aprendovi l'Hotel Portofino Kulm, di cui disegnò una locandina (1906). Nel 1907 dipinge i ritratti di Emile Sorel e di Lucien Muhlfeld. 
La produzione ritrattistica, ancora oggi poco nota, prosegue per i primi anni del secolo con il ritratto di Paul Adam (1908) ritratto di moglie e figli (1909) ritratto di Henri de Régnier (1910) e culminerà con l'autoritratto del 1928 commissionato dalla Galleria degli Uffizi di Firenze (dove tuttora si trova) e la grande tela Les Dormeuses del 1938.
Nel frattempo ha inizio la sua attività di decoratore di interni con gli affreschi per la villa di Louis Dreyfus a Saint-Germain-en-Laye a cui seguiranno quelli per le celebri Galeries Lafayette - salone da the, fumoir, e sala di lettura - (1912).
Nel 1914 riceve la Legion d'onore.
Richiamato in Italia allo scoppio della prima guerra mondiale rientra in patria svolgendo il servizio di interprete per l'esercito. Nel 1915 realizza con la tecnica dell'acquaforte disegni sulla guerra collaborando con le riviste La Baionnette, Rire, Fantasio, e nel 1916 realizza la copertina originale de Il poeta assassinato di Guillaume Apollinaire.
Al termine del conflitto torna in Francia dove apre una nuova collaborazione con l'editore Devambez con cui lavorerà fino al 1936 e che nel 1923 curerà una sua grande retrospettiva.
Nel 1930 prende la cittadinanza francese.
Proseguono nel frattempo le decorazioni di interni: una drogheria in rue Jean Gujon (1921) il bar del ristorante Dupont sul Boulevard Barbés (1935) per terminare con la prestigiosa decorazione La Force Motrice per il padiglione della pubblicità dell'Esposizione Universale di Parigi del 1937 di cui è vice presidente.
Durante la seconda guerra mondiale si trasferisce a Le Puy e in seguito a una malattia a Grasse. Muore a Cannes il 2 febbraio 1942.